# 突尼斯湖
突尼斯湖（阿拉伯语：‎，羅馬化：Buḥayra Tūnis）是突尼斯北部的一个天然潟湖，是突尼斯的重要港口，地处首都突尼斯市和突尼斯湾之间。湖中有一条罗马人修筑的大坝，现为一条连接突尼斯市与外港拉古莱特的公路。
- 湖中连接突尼斯市与外港拉古莱特的公路
- 突尼斯湖卫星图